# Capella de la Mare de Déu dels Dolors dels Clapers
La Mare de Déu dels Dolors dels Clapers és la capella de la masia dels Clapers, pertanyent al poble disseminat de Sant Joan d'Oló, al municipi de Santa Maria d'Oló, a la comarca del Moianès, tot i que popularment unida a la del Moianès.
És una petita capella d'una sola nau, construïda vers el segle xviii. Està situada al costat nord de la masia dels Clapers, dalt d'un turonet, a l'extrem meridional del terme municipal, a prop del límit amb Artés, Calders i Moià.